# شيرامين
شيرامين هي قرية في مقاطعة أذر شهر، إيران. عدد سكان هذه القرية هو 3,280 في سنة 2006.